# Greenville (Caroline du Nord)
Pour les articles homonymes, voir Greenville.
La ville de Greenville est le siège du comté de Pitt, situé en Caroline du Nord, aux États-Unis. 
Greenville se trouve à 70 km à l'est-sud-est de Raleigh, la capitale de l'État. La population officielle de la ville, selon les estimations de 2013, est de 89 130 habitants, ce qui en fait la 10e ville la plus peuplée de l'État. Elle est au cœur de la région métropolitaine de Greenville qui compte 174 263 habitants. Greenville est le centre de santé, de divertissement et d'éducation de Tidewater et de la plaine côtière de Caroline du Nord

## Démographie
| 1850  | 1860 | 1870 | 1880 | 1890  | 1900  |
| ----- | ---- | ---- | ---- | ----- | ----- |
| 1 893 | 828  | 601  | 912  | 1 937 | 2 565 |

| 1910  | 1920  | 1930  | 1940   | 1950   | 1960   |
| ----- | ----- | ----- | ------ | ------ | ------ |
| 4 101 | 5 772 | 9 194 | 12 674 | 16 724 | 22 860 |

| 1970   | 1980   | 1990   | 2000   | 2010   | - |
| ------ | ------ | ------ | ------ | ------ | - |
| 29 063 | 35 740 | 44 972 | 60 476 | 84 554 | - |

## Source
- (en) Cet article est partiellement ou en totalité issu de l’article de Wikipédia en anglais intitulé « Greenville, North Carolina » (voir la liste des auteurs).